# Chiesa di San Lorenzo Martire (Forni Avoltri)
La chiesa di San Lorenzo Martire è la parrocchiale di Forni Avoltri, in provincia e arcidiocesi di Udine; fa parte della forania della Montagna.

## Storia

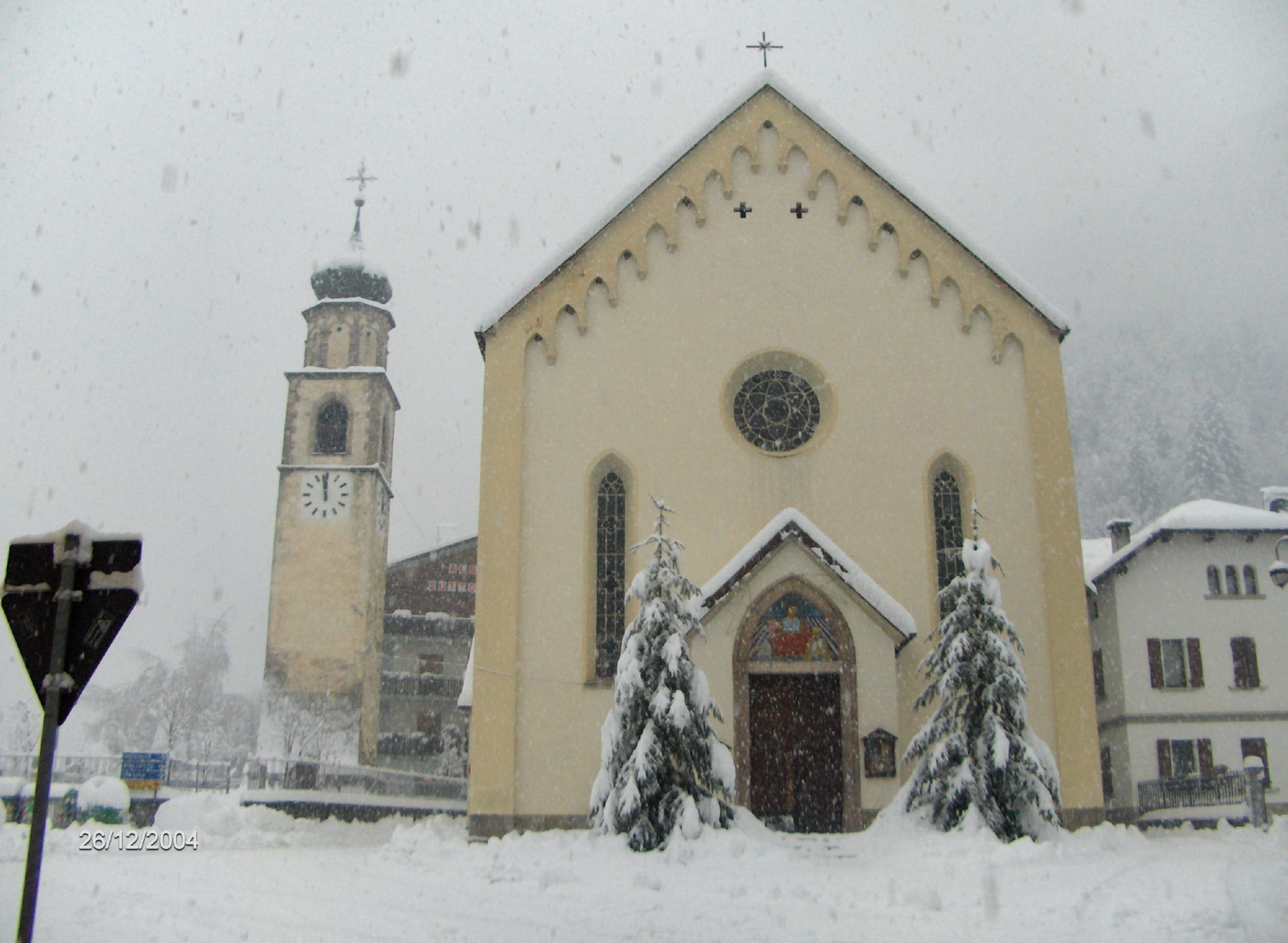
chiesa e campanile sotto la neve

La prima citazione di una chiesa a Forni Avoltri risale al 1346. Questa chiesa venne riedificata nel 1362, ampliata nel 1602 e demolita nel 1869. 
L'attuale parrocchiale venne edificata nel 1871 su progetto di Girolamo D'Aronco e consacrata nel 1872.

## Interno
Opere di pregio custodite nella chiesa sono un dipinto raffigurante San Giacomo, tre altari, tra cui quello maggiore, opera di Pochero da Rigolato, in stile barocco le statue della Madonna del Rosario (1902) e della Madonna del Carmine e i confessionali, realizzati nel 1876 da Giacomo Di Vora.